# Епархия Сан-Франсиско
Епархия Сан-Франсиско (лат. Dioecesis Franciscopolitana) — епархия Римско-Католической церкви с центром в городе Сан-Франсиско, Аргентина. Епархия Сан-Франсиско входит в митрополию Кордовы. Кафедральным собором епархии Сан-Франсиско является церковь святого Франциска Ассизского.

## История
10 апреля 1961 года Папа Римский Иоанн XXIII выпустил буллу «Fit persaepe», которой учредил епархию Сан-Франсиско, выделив её из архиепархии Кордовы.

## Ординарии епархии
- епископ Pedro Reginaldo Lira (12.06.1961 — 22.06.1965);
- епископ Agustín Adolfo Herrera (8.09.1965 — 2.12.1988);
- епископ Baldomero Carlos Martini (2.12.1988 — 14.02.2004), назначен епископом Сан-Хусто;
- епископ Carlos José Tissera (16.11.2004 — 12.10.2011), назначен епископом Кильмеса;
- епископ Sergio Osvaldo Buenanueva (с 31 мая 2013 года).